# Гнєздне
Гнєздне (словац. Hniezdne) — село в Словаччині, Старолюбовняському окрузі Пряшівського краю.
Вперше згадується у 1286 році.
В селі є римо-католицький костел з початку 19 ст. в стилі класицизму.

## Географія
Розташоване в північно-східній частині Словаччини на північних схилах Левоцьких гір в долині річки Попрад. Протікає потік Камєнка.

## Населення
| Рік:            | 1994. | 2004.   | 2014.   | 2024.   |
| --------------- | ----- | ------- | ------- | ------- |
| Кількість осіб: | 1370  | 1397    | 1446    | 1401    |
| Різниця:        |       | +1,97 % | +3,50 % | -3,11 % |

| Рік:            | 2023. | 2024.   |
| --------------- | ----- | ------- |
| Кількість осіб: | 1409  | 1401    |
| Різниця:        |       | -0,56 % |

В селі проживає 1445 осіб.
Національний склад населення (за даними останнього перепису населення — 2001 року):
- словаки — 95,55 %
- цигани — 2,44 %
- німці — 1,29 %
- українці — 0,29 %
- чехи — 0,29 %
- русини — 0,07 %
- поляки — 0,07 %

Склад населення за приналежністю до релігії станом на 2001 рік:
- римо-католики — 91,68 %,
- греко-католики — 5,38 %,
- протестанти — 0,36 %,
- православні — 0,14 %,
- не вважають себе віруючими або не належать до жодної вищезгаданої церкви- 2,16 %